# Élections législatives italiennes de 1919
Les élections législatives italiennes de 1919 (en italien : Elezioni politiche italiane del 1919) ont lieu le 16 novembre 1919.

## Partis et chefs de file
| Parti | Parti                                       | Idéologie                               | Chef de file              |
| ----- | ------------------------------------------- | --------------------------------------- | ------------------------- |
|       | Parti socialiste italien (PSI)              | Socialisme, Socialisme révolutionnaire  | Nicola Bombacci           |
|       | Parti populaire italien (PPI)               | Démocratie chrétienne, Popularisme      | Luigi Sturzo              |
|       | Libéraux, démocrates et radicaux (LDR)      | Libéralisme, Radicalisme                | Vittorio Emanuele Orlando |
|       | Parti social-démocrate italien (PDSI)       | Social-libéralisme, Radicalisme         | Giovanni Antonio Colonna  |
|       | Libéraux                                    | Libéralisme, Centrisme                  | Giovanni Giolitti         |
|       | Parti des combattants (PdC)                 | Nationalisme italien, Ancien combattant | Plusieurs                 |
|       | Parti radical italien (PR)                  | Radicalisme, Républicanisme             | Francesco Saverio Nitti   |
|       | Parti économique (PE)                       | Conservatisme, Libéralisme              | Plusieurs                 |
|       | Parti socialiste réformateur italien (PSRI) | Social-démocratie, Social-libéralisme   | Leonida Bissolati         |
|       | Parti républicain italien (PRI)             | Républicanisme, Radicalisme             | Salvatore Barzilai        |

## Résultats
|                          |                                                    |            |       |       |        |               |  |  |  |
| Parti                    | Parti                                              | Voix       | %     | +/-   | Sièges | +/-           |  |  |  |
|                          | Parti socialiste italien                           | 1 834 792  | 32,28 | 14,66 | 156    | 104           |  |  |  |
|                          | Parti populaire italien                            | 1 167 354  | 20,53 | Nv    | 100    | 100           |  |  |  |
|                          | Libéraux, démocrates et radicaux                   | 904 195    | 15,91 | Nv    | 96     | 96            |  |  |  |
|                          | Parti social-démocrate italien                     | 622 310    | 10,95 | Nv    | 60     | 60            |  |  |  |
|                          | Libéraux                                           | 490 384    | 8,63  | 38,99 | 41     | 229           |  |  |  |
|                          | Parti des combattants                              | 232 923    | 4,10  | Nv    | 20     | 20            |  |  |  |
|                          | Parti radical italien                              | 110 697    | 1,95  | 8,47  | 12     | 50            |  |  |  |
|                          | Parti économique                                   | 87 450     | 1,54  | Nv    | 7      | 7             |  |  |  |
|                          | Parti socialiste réformiste italien                | 82 157     | 1,45  | 2,47  | 6      | 13            |  |  |  |
|                          | Radicaux, républicains, socialistes et combattants | 65 421     | 1,15  | Nv    | 0      | en stagnation |  |  |  |
|                          | Parti républicain italien                          | 53 197     | 0,94  | 1,10  | 9      | 1             |  |  |  |
|                          | Socialistes indépendants                           | 33 938     | 0,60  | 0,74  | 1      | 7             |  |  |  |
|                          |                                                    |            |       |       |        |               |  |  |  |
| Votes valides            | Votes valides                                      | 5 684 818  | 98,12 |       |        |               |  |  |  |
| Votes blancs et nuls     | Votes blancs et nuls                               | 108 674    | 1,88  |       |        |               |  |  |  |
| Total                    | Total                                              | 5 793 492  | 100   | –     | 508    | en stagnation |  |  |  |
| Abstentions              | Abstentions                                        | 4 445 834  | 43,42 |       |        |               |  |  |  |
| Inscrits / participation | Inscrits / participation                           | 10 239 326 | 56,58 |       |        |               |  |  |  |